# Strahlparameterprodukt
Das Strahlparameterprodukt (SPP; englisch beam parameter product, BPP) ist eine physikalische Kenngröße, die die Strahlqualität und mithin die Fokussierbarkeit eines Laserstrahls beschreibt. Das SPP hat die Dimension Länge × Winkel und wird meist in der Einheit „mm × mrad“ angegeben. Das Strahlparameterprodukt ist ein Konzept der gaußschen Optik. Es hat für den Gauß-Strahl die gleiche Bedeutung wie die Etendue für ein Strahlenbündel der geometrischen Optik.

## Definition

Strahlverlauf eines Laserstrahls durch den Fokus

Aus der allgemeinen Wellengleichung unter paraxialer Näherung erhält man das Strahlparameterprodukt
{\displaystyle \mathrm {SPP} =\varphi \cdot w_{0}=M^{2}\cdot {\frac {\lambda }{\pi }}}.
Dabei ist
{\displaystyle \varphi } der halbe Öffnungswinkel im Fernfeld,
{\displaystyle w_{0}} der Radius des Laserstrahls an seiner dünnsten Stelle ({\displaystyle w} für engl. waist, Taille), d. h. der halbe Fokuspunkt-Durchmesser,
{\displaystyle M^{2}} die Beugungsmaßzahl,
{\displaystyle \lambda } die Wellenlänge.
Je größer {\displaystyle M^{2}}, desto schlechter ist der Strahl zu fokussieren, d. h. desto größer ist der kleinste mögliche Fokusdurchmesser. {\displaystyle M^{2}} kann nicht kleiner 1,0 sein.

## Anwendung
Das SPP ist eine Qualitätskenngröße von Laserstrahlen hinsichtlich Strahlausbreitung, Fokussierbarkeit und Fokuslänge. Es ist bei glasfasergekoppelten Laserquellen von spezieller Bedeutung für die Einkopplung in die Faser. Soll die Laserausgangsstrahlung ohne Leistungsverluste in eine andere Glasfaser eingekoppelt werden, so darf das SPP der Einkoppelfaser nicht kleiner sein als das der Laserquelle:
{\displaystyle \mathrm {SPP} _{\text{ein}}\geq \mathrm {SPP} _{\text{aus}}}
Das SPP der Glasfaser ist definiert durch die numerische Apertur NA und den Kerndurchmesser.
Bei freistrahlenden Laserquellen für die Materialbearbeitung, die mittels Kollimatoren aufgeweitet und so über große Entfernungen geführt und mit Fokussierlinsen fokussiert werden, wird oft statt des SPP die Beugungsmaßzahl M2 angegeben. Bei Kohlendioxidlasern ist Faserkopplung ohnehin nicht relevant, weil für die Laserwellenlänge von 10,6 µm noch kein ausreichend verlustarmes Faserkonstrukt vorliegt.

## Konsequenz
Das SPP eines Laserstrahls ändert sich nicht beim Durchgang durch eine Linse. Daraus folgt mit obiger Formel:
- Ein Laserstrahl ist niemals parallel, sondern hat im Fernfeld immer einen Öffnungswinkel größer als Null.
- Der Fokuspunkt eines Laserstrahls hat immer einen Durchmesser {\displaystyle 2w_{0}} größer als Null. Mit realistischen Werten ergibt sich für einen idealen Strahl als kleinster Fokusdurchmesser etwa eine Wellenlänge.
- Um einen kleinen Fokuspunkt zu erreichen, benötigt man einen großen Strahldurchmesser vor der Fokussierlinse und eine kurze Brennweite.